# Plaça dels Carros (Tarragona)
La Plaça dels Carros és una plaça a la part baixa de Tarragona al costat de l'estació de ferrocarril i de les instal·lacions portuàries. Les primeres notícies relatives daten de l'any 1807,. Ha tingut al llarg del temps una sèrie força variada de noms: plaça del Mar, del Moll, del Port, Major, Principal, de Ferran VII, d'Olózaga, del president Macià i del general Sanjurjo. Malgrat que la plaça ha sofert amb els anys diversos canvis, ha esdevingut un referent de l'enllaç port-ciutat.

## Història
Quan el 1789 es concedí l'autorització reial per a reconstruir el Port de Tarragona es donà viabilitat a les expectatives de creixement d'una població que s'havia quedat reduïda i tancada dins el perímetre que formaven les muralles. Els primers magatzems i cases del que es batejà com a Nova Població o Població de la Marina, es van bastir al voltant de l'edifici de la Duana construïda l'any 1775 entorn l'actual carrer de Rebolledo.
La Població de la Marina fou dissenyada per l'enginyer Joan Smith i Sinnot, brigadier de la Reial Armada i director de Marina, que ocupà el càrrec de director de les obres del Port de Tarragona des de l'any 1799 fins al 1809. En aquest projecte, que és reflex de les directrius neoclàssiques imperants en l'època, es concebia l'estructuració de la zona en quadrícula al voltant d'un nucli central, la plaça Major, i dos eixos principals, el carrer Reial que comunicava, d'una banda, el port de la ciutat amb Reus i les comarques de l'interior, i de l'altra, el carrer d'Apodaca que l'unia amb la ciutat.
L'estètica del moment dictaminava que les cases havien de complir unes determinades característiques que estipulava la Junta d'Obres del Port de Tarragona. El model a seguir per les cases que s'anessin edificant era l'immoble propietat del baró de les Quatre Torres, Carles de Morenes que estaria ubicat actualment al número 7 de la plaça.
El ritme de construcció de les edificacions va ser molt lent i dos esdeveniments hi tenen a veure de manera clara: en primer lloc la forta repercussió que a la ciutat va tenir la Guerra del Francès, i en particular a la zona acabada de crear que va ser assolada per les forces invasores. En segon lloc, l'extinció, l'any 1836, de la Junta Protectora de les Obres del Port que s'havia creat l'any 1800. A partir d'aquella data la gestió de les infraestructures i els serveis portuaris passaren a dependre de la Diputació de Tarragona i de l'Ajuntament de la ciutat, situació que creà entre altres coses un aturament significatiu de les obres portuàries que no es tornaran a endegar fins que el 1869 es creà la Junta d'Obres del Port de Tarragona.
Considerant les descripcions que fan diversos cronistes i historiadors dels segles xix i primeria del xx sobre la Població de la Marina, o els mateixos enginyers del Port en els seus informes com Vicente Texeiro l'any 1828, es coneix que les cases de la nova població eren de dos o tres pisos, espaioses, ben distribuïdes i ventilades amb grans magatzems a la part baixa i possiblement porticades. Com que era una nova zona i amb la proximitat d'un port en expansió i creixement, era el lloc ideal on podien instal·lar-se, prop del centre de negoci, els comerciants que exportaven mercaderia per via marítima.

## Edificis i monuments destacats
Les institucions públiques contribuïren a l'embelliment de la plaça. El 1837 la Diputació de Tarragona proposà a l'Ajuntament que hi construís una font pública. Al carrer de Rebolledo hi havia un abeurador per els animals de bast i per a la població, però el propietari de la casa a la qual estava adossat havia cursat diverses queixes per la humitat que provocava. La Diputació i Ajuntament acordaren doncs que al bell mig de la plaça s'hi construís una font. Anys més tard, el 1866, s'hi instal·là el monument a Mercuri, déu romà del comerç, esculpit per Miró i un petit estany decoratiu seguint el que havia projectat Francesc Barba, arquitecte municipal. Reformes posteriors la dugueren al seu lloc actual en què es conserva l'esmentada estàtua (no l'original que va ser destruïda durant la Guerra Civil sinó una còpia de l'escultor Salvador Martorell), però sense cap element on l'aigua en sigui la protagonista.
No han perdurat tots els immobles que havien estat emblemàtics de la plaça dels Carros com el de la Cambra de Comerç (1926) o la casa Corbella projectada el 1847 per Francesc Rossell. Únicament resten, l'antiga casa de Melcior Lloveras projectada el 1861 per F. Llauradó que encara conserva els pòrtics, el d'Obres Públiques, i l'antic edifici de la Junta d'Obres del Port, avui en dia la seu central de l'Arxiu del Port de Tarragona), construïts ambdós en els anys 1920 a l'extrem est de la plaça.